# 清兰动车组列车
清兰动车组列车是中国铁路运行于首都北京市清河站至甘肃省省会兰州市兰州西站间的普通动车组列车，列车乘务由兰州局集团兰州客运段担当。列车途径北京、河北、山西、陕西、甘肃一市四省，其中清河站至兰州西站运行11小时32分，使用车次为D1049次；兰州西站至清河站运行11小时2分，使用车次为D1050次。

## 历史
2025年1月5日，全国铁路调图，因集大原高速铁路建成通车，北京至兰州间首次开行经由京张城际铁路、张大客运专线、大西客运专线、徐兰客运专线的普通动车组列车，车次为D1049/50次。

## 列车编组
本对列车使用配属兰州局集团兰州西动车运用所的CRH5A。编组如下：
| 车厢号 | 1           | 2-5         | 6                  | 7           | 8           |
| 车型   | ZY 一等座车 | ZE 二等座车 | ZEC 二等座车／餐车 | ZE 二等座车 | ZY 一等座车 |

## 车体交路
清兰动车组列车当前与D1051/2次列车共用车体，具体交路为（数据日期：2025年1月5日）：
出库→兰州西开D1050至清河→清河开D1051至呼和浩特东→呼和浩特东过夜→呼和浩特东开D1052至清河→清河开D1049至兰州西→回库